# رجاء عمران
رجاء عمران ممثلة مغربية وصحافية رياضية سابقة، من مواليد مدينة القنيطرة خريجة المعهد العالي للفن المسرحي والتنشيط الثقافي، أحبت الفن منذ الصغر، تنتمي إلى عائلة دكالية، ولجت عالم الصحافة الرياضية قبل أن تحترف التمثيل، نجحت في أول ظهور لها في مسلسل "المستضعفون"، الذي عرض على القناة ألأولى في شهر رمضان. أدت رجاء، في هذا المسلسل، شخصية 'عايشه" ابنة زوجة الشيخ عيسى، التي ستربطها علاقة مع الطاهر، الذي أدى دوره الفنان رشيد الوالي .كما شاركت في مسلسل "علاش يا ولدي" مع الممثل المقتدر محمد حسن الجندي في دور الفتاة "أحلام".

## اعمالها
- المستضعفون (مسلسل) 2006
- علاش يا ولدي (مسلسل)
- حرش (شريط قصير)
- وحدة من بزاف (شريط تلفزيوني)
- ما شاف ما را (سيتكوم)
- رمانة وبرطال
- مسلسل زهر ومرشة
- الزين فالثلاثين سيتكوم
- مسلسل زينة الحياة